# Sugarland Express
Sugarland Express ist ein US-amerikanischer Kriminalfilm von Steven Spielberg aus dem Jahr 1974.

## Handlung
Die arbeitslose Kosmetikerin Lou Jean Poplin verhilft ihrem Mann Clovis Michael Poplin zur Flucht aus dem Gefängnis. Sie will ihren kleinen Sohn Langston zurückbekommen, den man ihr weggenommen hat und der nun bei Pflegeeltern in Sugarland, Texas, lebt. Auf der Flucht nehmen die beiden jungen Kleinkriminellen den Polizisten Maxwell Slide als Geisel. Nun gelten sie als gewalttätige Kidnapper und werden von der Polizei unter der Führung des besonnenen Captain Tanner gejagt. Sie werden durch ganz Texas von einer Karawane aus Polizei und Reportern verfolgt. Maxwell entwickelt zunehmend Verständnis und Freundschaft für die beiden. Es gelingt ihm aber nicht, sie von ihrem Vorhaben abzubringen. Durch die mediale Begleitung der Flucht kommen immer mehr Schaulustige an die Strecke, die den Gejagten Mut zusprechen. 
Als sie endlich ihr Ziel – das Haus der Pflegeeltern – erreichen, warten dort Scharfschützen auf das Paar, während die Wohngegend geräumt ist. Maxwell warnt, dass es eine Falle sei und die beiden sterben könnten. Lou Jean schreit allerdings hysterisch, dass sie ihren Sohn sehen will. Schließlich geht Clovis zum Haus und wird schwer angeschossen. Die drei flüchten mit dem Auto Richtung Mexiko. Als sie am Grenzfluss steckenbleiben, werden sie von der Polizei umstellt. Clovis wird erschossen.

## Hintergrund
Der Film basiert auf einer wahren Begebenheit im Mai 1969. Ila Fae Dent und ihr Ehemann Robert sind auf der Flucht in Südost-Texas, nachdem das Paar einen Polizisten, Kenneth Crone, als Geisel genommen hat. Im Haus von Ila Faes Mutter kommt es zum blutigen Showdown, bei dem Robert erschossen wird. Kenneth Crone war als Berater für den Film engagiert.
Der Film ist der Beginn der engen Zusammenarbeit Spielbergs mit dem Filmmusik-Komponisten John Williams, der ab diesem Zeitpunkt zu jedem Spielberg-Film bis auf Die Farbe Lila, Bridge of Spies und Ready Player One die Filmmusik lieferte.

## Kritiken
- Hans-Christoph Blumenberg, Die Zeit vom 24. Januar 1975: Der junge Steven Spielberg hat seinen zweiten Film so routiniert und effektvoll inszeniert wie ein alter Hollywood-Profi, dazu leider aber wirkt „Sugarland Express“ trotz der brillanten Photographie von Vilmos Zsigmond über weite Strecken wie eine allzu glatte, allzu spekulative Kopie eines bewährten Musters. Für Amerika- und Auto-Fanatiker vermutlich dennoch sehenswert.[2]

- Lexikon des internationalen Films: Handwerklich perfekt und rasant inszeniertes Roadmovie, das der bitteren Moral der Geschichte – die Freiheitsutopie wird vom amerikanischen Law-and-Order-Denken ad absurdum geführt – mitunter makabre Komödieneffekte abgewinnt.[3]

## Auszeichnungen
- Der Film gewann beim Filmfestival von Cannes 1974 einen Preis für das Beste Drehbuch, Steven Spielberg wurde für die Goldene Palme nominiert.